# SKEMA Business School

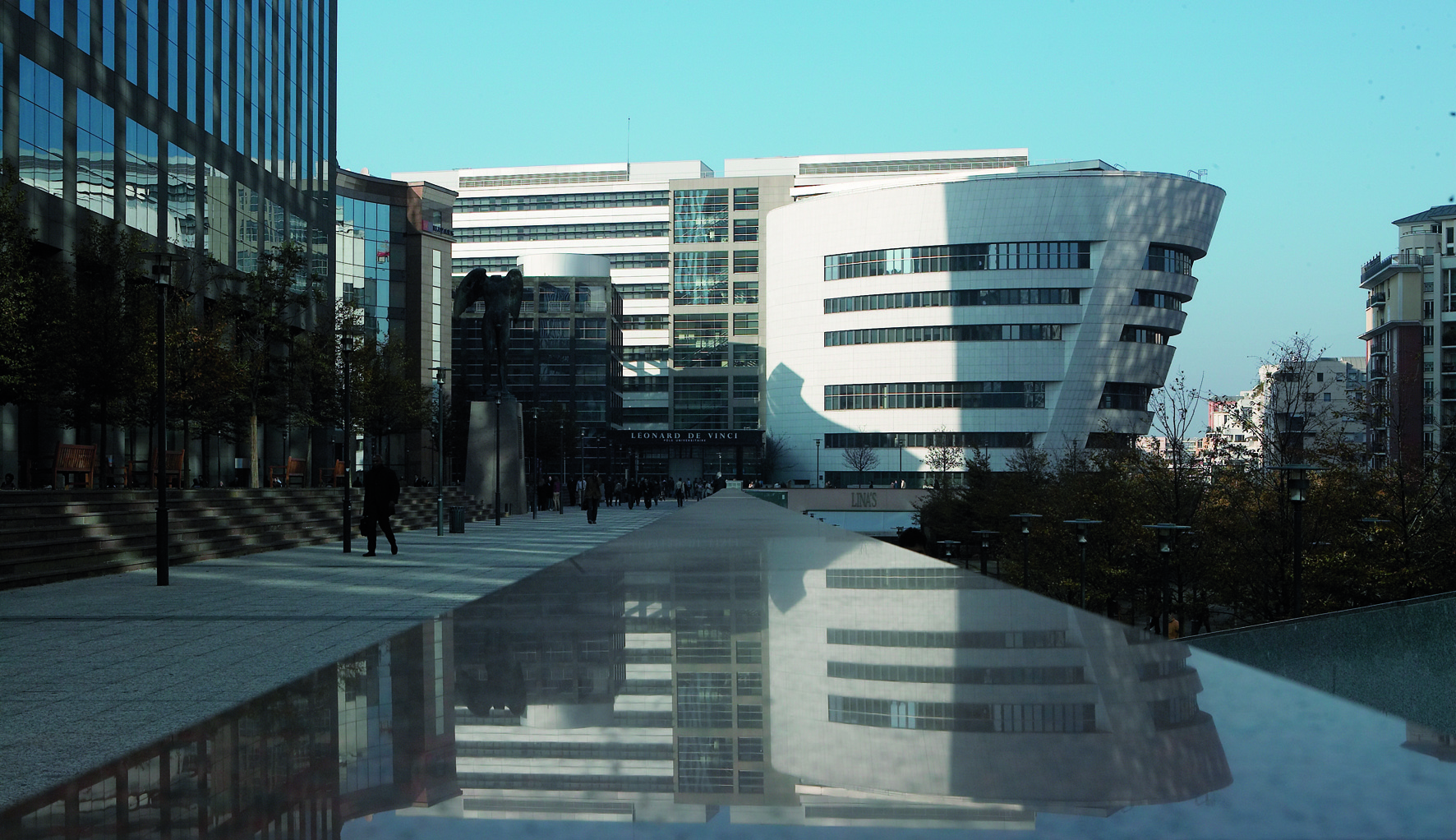
Campus der SKEMA in Paris

Die SKEMA Business School (kurz SKEMA BS) ist eine französische Wirtschaftshochschule und Grande école. Sie entstand 2009 durch die Fusion der École supérieure de commerce in Lille und der CERAM Business School in Sophia Antipolis. Ein weiterer Campus befindet sich westlich von Paris in Suresnes. Die Unterrichtssprache ist teilweise Englisch und teilweise Französisch, ca. 30 % der Professoren kommen aus dem Ausland. Weitere Niederlassungen befinden sich in Brasilien, China, Südafrika und den USA.

## Studiengänge
- SKEMA BBA (Bachelor)
- Master of Science in Management
- Advanced Masters
- Master of Business Administration
- Executive MBA
- PhD in Business Administration

## Rankings und Akkreditierung
Im Jahr 2014 wurde die SKEMA als erste Wirtschaftshochschule außerhalb von Nordamerika von der AACSB akkreditiert.

Im Jahr 2007 erhielt das MBA-Programm eine EQUIS-Akkreditierung.

## Absolventen
- Stefan Detscher, deutscher Professor für Betriebswirtschaftslehre